# Pastinaca teretiuscula
Pastinaca teretiuscula är en flockblommig växtart som beskrevs av Claude Thomas Alexis Jordan och Carl Fredrik Nyman. Pastinaca teretiuscula ingår i släktet palsternackor, och familjen flockblommiga växter. Inga underarter finns listade i Catalogue of Life.